# Rochdale Castle
Rochdale Castle war eine Burg in Rochdale in der englischen Verwaltungseinheit Greater Manchester (früher: Grafschaft Lancashire). Die hölzerne Motte wurde in der Zeit unmittelbar nach der normannischen Eroberung Englands 1066 errichtet.
Der Mound hatte an seiner Basis einen Durchmesser von 30 Metern; der Burghof lag südlich davon und war 36,5 Meter × 30,4 Meter groß. Die Verteidigungsanlagen bestanden aus einer Ringmauer und einem Burggraben. Anfang des 13. Jahrhunderts wurde die Burg aufgegeben.
Dokumente über die Ruine gibt es von 1322. Im früheren Burghof wurden moderne Gebäude errichtet und im 19. Jahrhundert wurde auf dem Mound ein Haus gebaut. Von den Gebäuden der ursprünglichen Burg ist heute nichts mehr sichtbar.